# Jordan Nash
Jordan Anthony Nash (7 de agosto de 2007) es un actor, cantante y bailarín británico. Es principalmente conocido por su papel principal como Peter Pan en la película de drama de fantasía Come Away. Jordan fue nominado a mejor actor de reparto por su papel de Omar en la película de fantasía musical animada de acción en vivo Aladdin en los Young Entertainer Awards 2020 y Mejor Actuación Debut en los BBC Audio Drama Awards 2021 por su papel de Oliver en la adaptación Oliver, Lagos to London.

## Primeros años
Nash nació en Londres, Inglaterra. La carrera de actor de Jordan comenzó en 2012-13 a los 5 años cuando fue elegido para interpretar el papel de Jawara junto a Jude Law y Emilia Clarke en la película Dom Hemingway.

## Filmografía

### Película
| Año  | Película        | Papel   | Característica / Corto | Ref(s)               |
| ---- | --------------- | ------- | ---------------------- | -------------------- |
| 2013 | More Cake       | Matthew | Cortometraje           | [ 13 ]               |
| 2013 | Dom Hemingway   | Jawara  | Largometraje           | [ 14 ]               |
| 2014 | Ahmed & Mildred | Ahmed   | Cortometraje           | [ 15 ]               |
| 2016 | 100 Streets     | Leo     | Largometraje           | [ 16 ]               |
| 2019 | Alladin (2019)  | Omar    | Largometraje           |                      |
| 2020 | The Chippie     | Junior  | Cortometraje           | [ 17 ] [ 18 ]        |
| 2020 | Come Away       | Peter   | Largometraje           | [ 19 ] [ 20 ] [ 21 ] |
| 2020 | Infinite        | Boy     | Largometraje           | [ 3 ]                |

### Televisión
| Año       | Título                                       | Papel             | Referencias |
| --------- | -------------------------------------------- | ----------------- | ----------- |
| 2013      | Britains Got Talent                          | Contestants       | [ 22 ]      |
| 2015-16   | Hetty Feather (TV series)                    | Joven Gedeón      | [ 23 ]      |
| 2017      | Michael Jackson:Man in the Mirror (TV Movie) | Michael joven     | [ 24 ]      |
| 2017-2019 | Harlots (TV series)                          | Jacob Wells North | [ 25 ]      |
| 2020      | Call the Midwife                             | Terry Bowland     | [ 26 ]      |
| 2021      | Breeders                                     | Jacob             | [ 27 ]      |
| 2021      | The Great                                    | Niño 2            |             |

### Premios
| Año  | Título                          | Para                                            | Nominado | Referencias   |
| ---- | ------------------------------- | ----------------------------------------------- | -------- | ------------- |
| 2020 | Premios para jóvenes animadores | Mejor actor de reparto en un largometraje       | sí       | [ 28 ] [ 29 ] |
| 2021 | Premios BBC Audio Drama         | Mejor interpretación debut en un drama de radio | sí       | [ 30 ] [ 31 ] |